# Pascal Schmid
Pascal Schmid, né en 1976, est une personnalité politique suisse, membre de l'Union démocratique du centre (UDC).

## Parcours politique
Après avoir été député au Grand conseil thurgovien de 2016 à 2024. Il est ensuite élu député du canton de Thurgovie au Conseil national en octobre 2023.